# Rafael Senet Pérez
Rafael Senet i Pérez (Sevilla, 1856 - ibídem, 1926), va ser un pintor i aquarel·lista espanyol conegut pels seus paisatges de Venècia i altres temes costumistes i orientals.
Es va donar a conèixer a l'Exposició Nacional de 1884, en què va produir extraordinari efecte, i va ser molt elogiat per tota la premsa el seu quadre La volta de la pesca premiat amb segona medalla (no ob
stant ser proposat per a una primera) i adquirit pel Govern espanyol. Orfe de pare des de molt nen, als deu anys, i quan cursava el segon ensenyament, va perdre la seva mare, quedant a l'orfandat més absoluta. Aleshores se'l va endur a viure amb ell el seu padrí de baptisme, que, sent forquilla de llibres d'una casa de Banca de Sevilla, va voler donar al seu fillol la mateixa carrera. Però al cap d'uns mesos de consagrar-se a les pràctiques mercantils, les va avorrir de tal manera, que no va poder prescindir de manifestar-ho al seu protector indicant alhora la seva afició a la pintura. Va accedir el bon senyor a complaure'l i va haver de portar-ho a l'estudi del seu amic Teodoro Aramburu i Murua, on va rebre Senet les primeres lliçons de dibuix, no trigant a ingressar a l'Escola provincial de Belles Arts, on va ser alumne predilecte de Domínguez Bécquer i de Eduardo Cano.
Aviat va poder sostenir-se amb el producte dels seus quadrets que va començar a pintar i, per no ser gravoso al seu padrí, va començar a fer vida independent. Arrendant un sotabanc i dormint a terra, va inaugurar la seva vida artística plena de peripècies fins al dia que el va conèixer el banquer Ramón de Ibarra, que, després de comprar-li algunes obres, va concloure per pensionar-lo el 1879. Aquest any va tenir Senet la fortuna que li premiessin en una Exposició de Cadis la seva feina Recuerdo de Sevilla, i així ho va vendre a Guillermo Morphy comte de Morphy. Va fer un viatge a les províncies gallegues en què va recollir interessants apunts.

## Primera visita al Museu del Prado i marxa a Roma
En 1880 va fer Senet la seva primera visita a la cort per estudiar els tresors del Museu del Prado, i al març de 1881 va partir per a Roma sense cap altre capital que el seu talent i la seva paleta. Des que va arribar a la Ciutat Eterna, on va fixar la seva residència, i abans de pintar La vuelta de la pesca, ja citada, va pintar gran nombre de quadres, que no trigava a vendre als certamens diaris de Viena, Budapest, Berlí i Londres. Entre els venuts a Berlín, el 1883, per a "The United Arts Gallery", Conductores de cabras i Pescadores de almejas.
En observar l'acceptació dels seus quadres, els senyors Tooth d'Anglaterra, van contractar amb Senet l'adquisició de tots els llenços o taules que es pinten en un termini determinat. El contracte d'aquests senyors li prohibia fer feines que no fossin per a ells; més, no obstant aquesta esclavitud, va poder enviar uns quants a diverses Exposicions, en les quals, confreqüència, va obtenir premis inesperats per a ell, que no els procurava, com ara una medalla de segona classe a Munic per un grup de Campesinos romanos i un diploma d'honor a Barcelona per El canal de Venècia, amb els que competeixen en valor artístic Las lagunas de Venècia i Pescadoras napolitanas, llavors propietat dels hereus de Ramón d'Ibarra.
Malgrat el molt de temps que per la contracta amb el marxant londinenc Arthur Tooth va estar separat del veritable camí que en els seus començaments emprengués, no va trigar a tornar amb dobles ganes a collir nous llorers, mitjançant els avui famosos quadres titulats ¿A quien será? i Via Crucis.
Senet Pérez va estar vinculat al grup de paisatgistes d'Alcalá de Guadaira, liderat per Emilio Sánchez Perrier.

## Petita Galeria

"
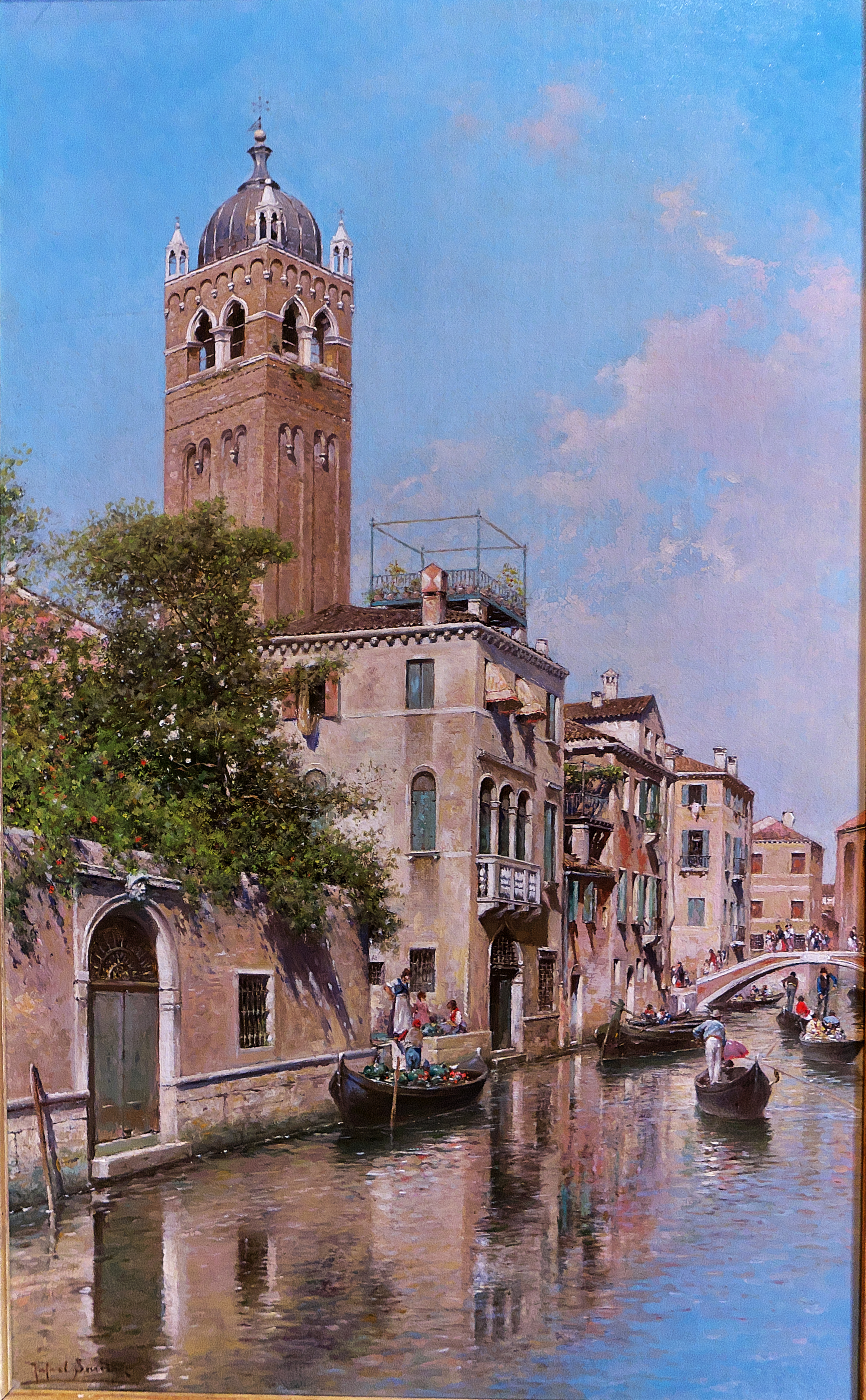
Venècia, canal i campanar de Santa Fosca
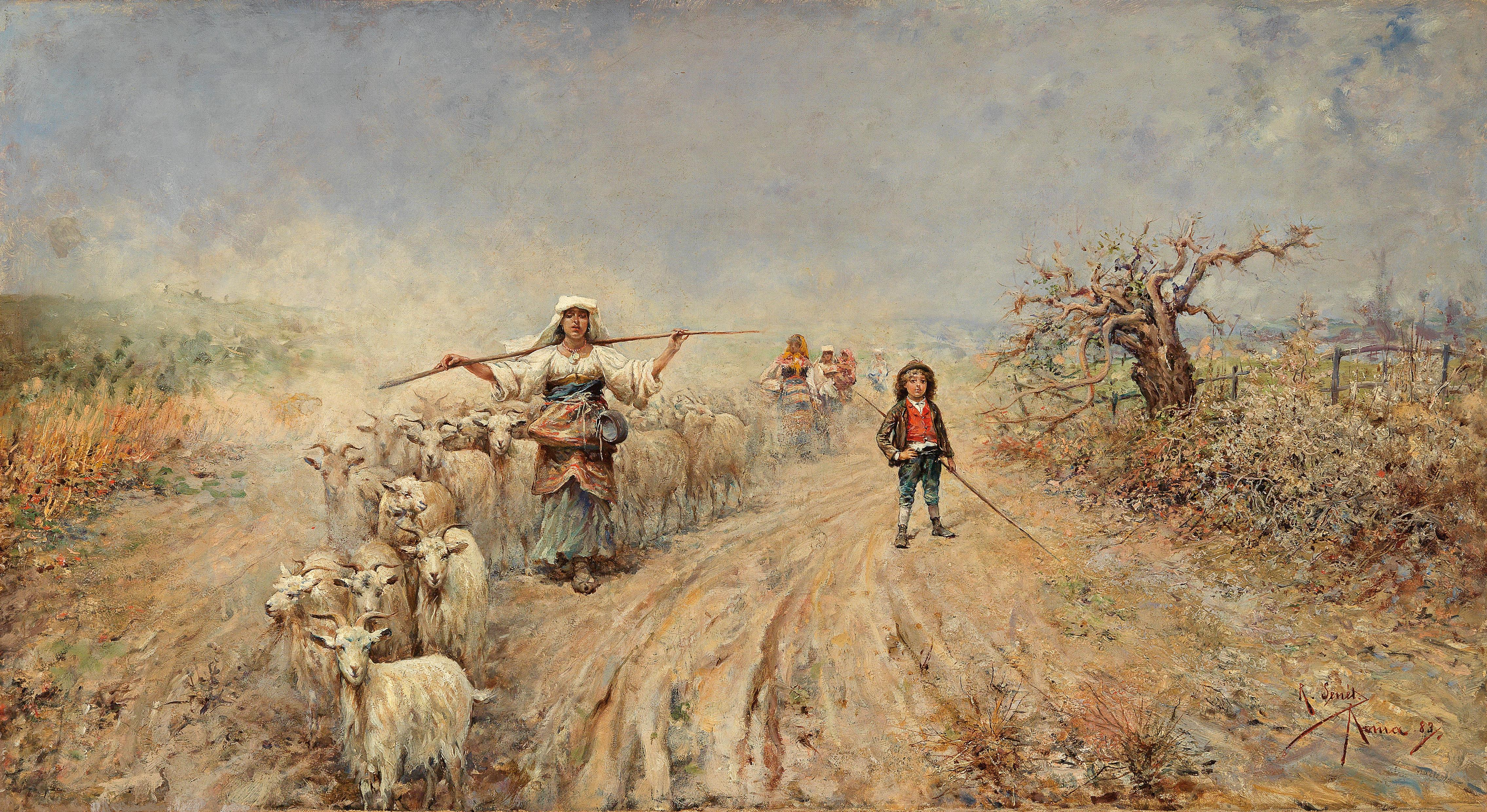
El retorn del ramat
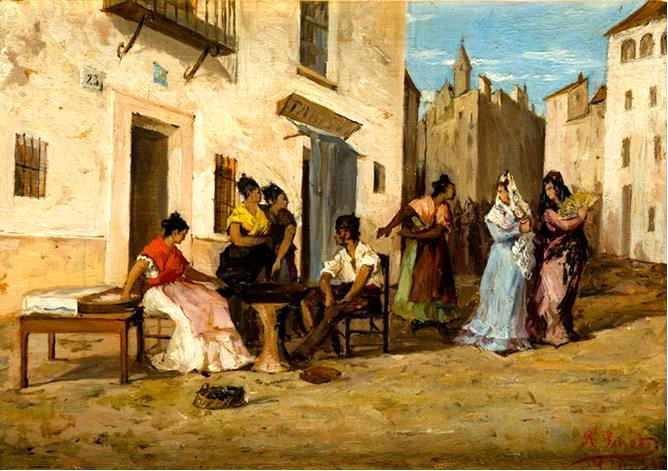
Passejant per Sevilla
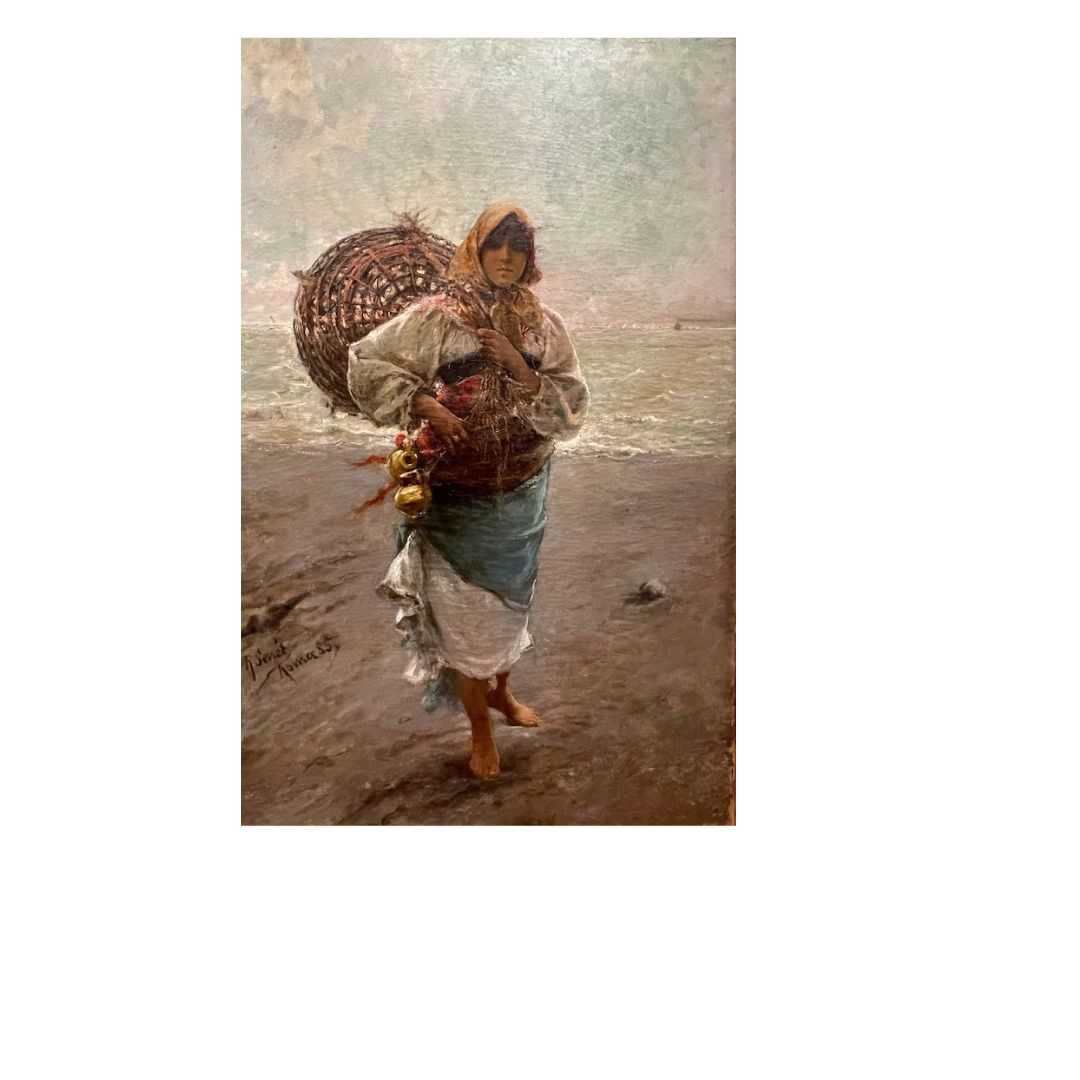
La pescadora napolitana
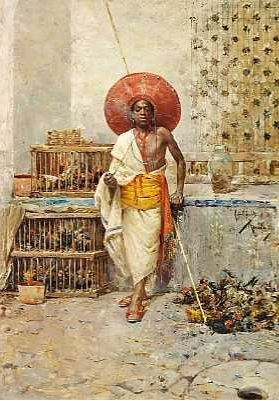
Africà amb barret vermell i pipa, venent pollastres